# Велике Жаблє
Велике Жаблє (словен. Velike Žablje) — поселення південному краю долини річки Віпави в общині Айдовщина. Висота над рівнем моря: 85,7 метрів.